# Мумија (филм из 1932)
Мумија (енгл. The Mummy) је амерички хорор филм преткодовског Холивуда из 1932. године, режисера Карла Фројнда. У главним улогама су Борис Карлоф, Зита Јохан, Дејвид Менерс и Едвард ван Слоун. Након успеха са Дракулом и Франкенштајном, који су објављени годину дана раније, ово је био трећи филм који приказује „класична чудовишта” продукцијске куће Universal Pictures.
У филму, Карлоф тумачи улогу Имхотепа, древну египатску мумију човека који је убијен јер је покушала да васкрсне своју мртву љубав, Анк-ес-ен-Амон. Након што је откривен и случајно оживљен од стране тима археолога, он се прерушава у савременог Египћанина по имену Ардет Беј и креће у потрагу за Анк-ес-ен-Амон, за коју верује да је реинкарнирана у савременом свету.
Филм је добио помешане критике и остварио комерцијални успех. Добио је бројне наставке и римејкове.

## Радња
Године 1921, археолошка експедиција предвођена сер Џозефом Вемплом открива мумију древног египатског врховног свештеника по имену Имхотеп. Инспекција мумије коју обавља Вемплов пријатељ, доктор Милер, открива да унутрашњи органи нису уклоњени, а по знаковима борбе Милер закључује да, иако је Имхотеп био замотан као традиционална мумија, он је сахрањен жив. Уз Имхотепа је сахрањена и кутија са урезаним проклетством. Упркос Милеровом упозорењу, Вемплов асистент, Ралф Нортон, отвара је и проналази древни свитак који даје живот — „Теутов свитак”. Он преводи симболе и чита речи наглас, чиме оживљава Имхотепа. Ужаснут, Нортон почиње хистерично да се смеје док Имхотеп одлази са свитком у руци.
Десет година касније, Имхотеп се интегрише у савремено друштво под идентитетом ексцентричног египатског историчара по имену Ардет Беј. Он позива Френка, сина сер Џозефа, и професора Пирсона и показује им где да ископају гробницу принцезе Анк-ес-ен-Амон. Након што пронађу гробницу, археолози излажу њено благо у Каирском музеју, након чега Беј нестаје. Професор се присећа да је његов асистент Нортон полудео након што је пронашао свитак и тврдио да је мумија оживела и напустила саркофаг, а Нортон је убрзо након тога преминуо.
Убрзо затим, Беј среће Хелен Гросвенор, жену мешовитог порекла (делимично Египћанку) која изузетно личи на принцезу. Она борави код доктора Милера. Беј се заљубљује у њу, али и Френк такође. Када се открије да је Беј заправо мумија Имхотеп, Милер саветује Џозефа да спали Теутов свитак, али када Џозеф покуша да то уради, Беј користи своје магичне моћи да га убије, а затим хипнотише Џозефовог нубијског слугу да му буде роб и донесе свитак. Због нубијског порекла и блиских египатских корена, слуга је подложан Имхотеповој магији. Након што му слуга донесе свитак, Беј хипнотише Хелен да дође код њега, где јој открива да је његова ужасна смрт била казна за светогрђе, јер је покушао да васкрсне своју вољену, принцезу Анк-ес-ен-Амон.
Убеђен да је Хелен реинкарнација принцезе, он покушава да је учини својом бесмртном невестом тако што ће је убити, мумуфицирати и поново оживети. Френк и Милер долазе да је спасу, али их Бејове магичне моћи паралишу. Међутим, Хелен је спашена када се сети свог претходног живота и моли богињу Изиду да јој помогне. Имхотепова чаролија над Нубијцем бива прекинута, и он у страху бежи. Статуа Изиде подиже руку и емитује светлосни зрак који пали Теутов свитак. То прекида чаролију која је Имхотепу давала бесмртност, због чега се он распада у прах. На Милеров наговор, Френк дозива Хелен назад у свет живих, док свитак наставља да гори.

## Улоге
| Глумац            | Улога                                     |
| ----------------- | ----------------------------------------- |
| Борис Карлоф      | Ардет Беј / Имхотеп / Мумија              |
| Зита Јохан        | Хелен Гросвенор / принцеза Анк-ес-ен-Амон |
| Дејвид Менерс     | Френк Вемпл                               |
| Едвард ван Слоун  | др Милер                                  |
| Артур Бајрон      | сер Џозеф Вемпл                           |
| Брамвел Флечер    | Ралф Нортон                               |
| Нобл Џонсон       | Нубијац                                   |
| Кетрин Бајрон     | Фрау Милер                                |
| Леонард Муди      | професор Пирсон                           |
| Џејмс Крејн       | фараон Аменхотеп III                      |
| Чарлс Монтегју Шо | господин                                  |
| Хенри Виктор      | саксонски ратник (избрисана сцена)        |